# Epidendrum batesii
Epidendrum batesii är en orkidéart som beskrevs av Dodson. Epidendrum batesii ingår i släktet Epidendrum och familjen orkidéer.
Artens utbredningsområde är Ecuador. Inga underarter finns listade i Catalogue of Life.